# Junco do Seridó
Junco do Seridó là một đô thị thuộc bang Paraíba, Brasil. Đô thị này có diện tích 170,415 km², dân số năm 2007 là 6116 người, mật độ 35,9 người/km².